# Hadjera Zerga
Hadjera Zerga è un comune dell'Algeria, situato nella provincia di Bouira.